# Ichikawamisato
Ichikawamisato (市川三郷町, Ichikawamisato-chō) est un bourg du district de Nishiyatsushiro, dans la préfecture de Yamanashi au Japon.

## Géographie

### Situation
Ichikawamisato est situé dans le centre de la préfecture de Yamanashi, au sud de la ville de Kōfu.

### Démographie
Au 1er février 2014, la population d'Ichikawamisato s'élevait à 16 235 habitants répartis sur une superficie de 75,07 km2. Elle était de 14 847 habitants en mai 2023.

## Histoire
La création d'Ichikawamisato date de 2005 après la fusion des bourgs d'Ichikawadaimon, Mitama et Rokugō.

## Transports
La ville est desservie par la ligne Minobu de la JR Central. La gare d'Ichikawa-Daimon est la principale gare du bourg.

## Jumelage
- Muscatine (États-Unis)